# Актински филаменти
Актински или танки филаменти су полимеризовани протеински молекули, који учествују у изградњи миофибрила. Дуги су око 1µm, а дебели 6-8 nm. Састоје се од три врсте протеина: актина, тропомиозина и тропонина.
Актин (филаментозни или Ф-актин) је полимер грађен од два протеинска ланца, која се спирално увијају један око другог. Ти ланци су изграђени од мономера (глобуларног или Г-актина), а на сваком мономеру се налази по једно активно место за везивање миозина, што је значајно за процес мишићне контракције. Ф-актин чини окосницу танког филамента.
Тропомиозин је дуг и танак протеински молекул, састављен од два полипептидна ланца која формирају двоструки хеликс. Тропомиозин належе на Ф-актин и прекрива његова активна места. Сваки молекул може да прекрије седам активних места.
Тропонин је протеински комплекс кога граде три подјединице: тропонин Т, тропонин Ц и тропонин И. Он се везује за молекуле тропомиозина и тако учествује у регулацији процеса контракције.